# Aqqutikitsoq

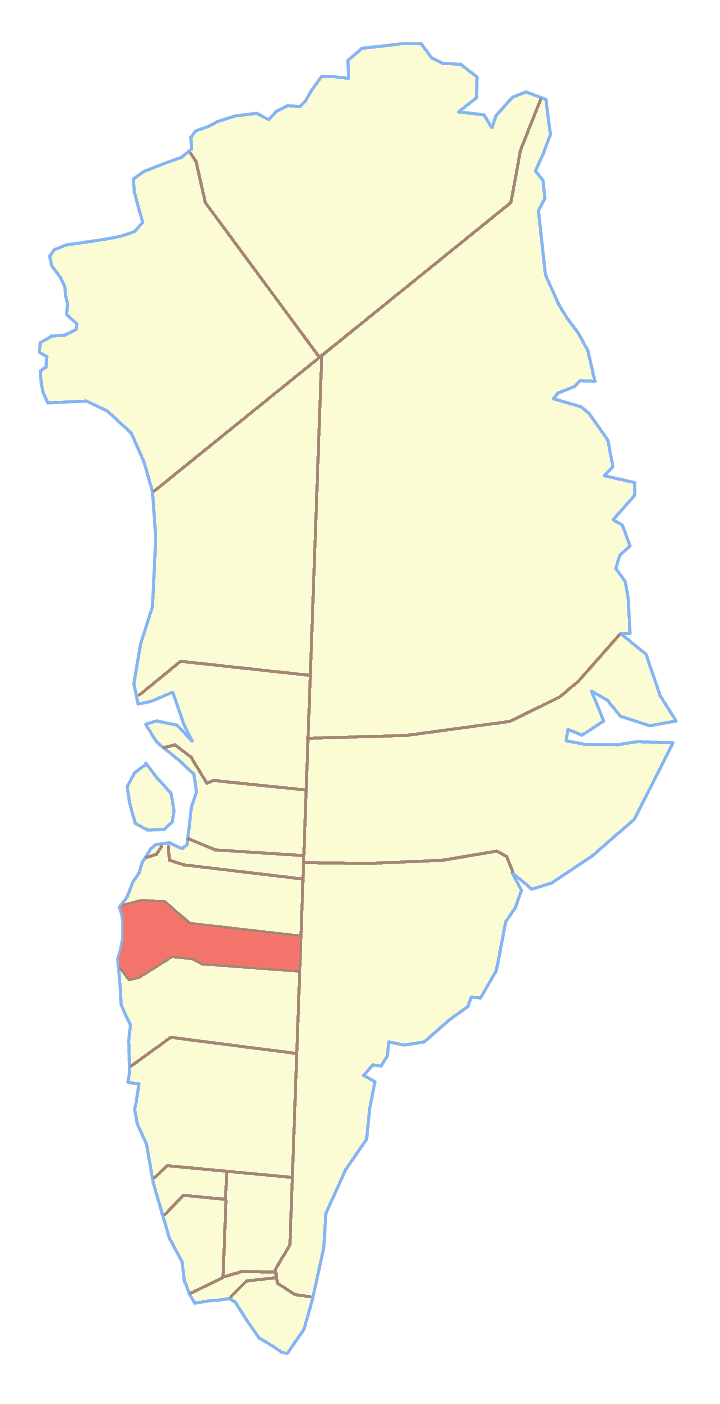
Ex comune di Sisimiut, dove si trovava l'Aqqutikitsoq

L'Aqqutikitsoq (o Avqutikitsoq) è una montagna della Groenlandia di 1448 m. Si trova a 67°06'N 53°13'O; appartiene al comune di Queqqata. 